# Герб секеїв
Герб Секеїв (угор. Székely címer ; рум. Stemă secuilor ) — герб, яким користується угорська громада секеїв Румунії. Це синій герб із золотою восьмиконечною «сонячною зіркою» та срібним півмісяцем, обидва сприймаються як давні символи секеїв. Національна рада секеїв затвердила розроблений Адамом Коньєю герб у 2004 році і відтоді він є символом для народу секеїв.
Стверджується, що символи герба є традиційними символами секеїв. Півмісяць і сонце використовуються принаймні з XV століття в Трансильванії. Однак використання "сонячної зірки", як її визначив Коня, є суперечливим, оскільки вона не відповідає геральдичним правилам.

## Дизайн
Герб секеїв був розроблений Адамом Конею та офіційно прийнятий у 2004 році. Складається з блакитного фону з восьмиконечною зіркою та півмісяцем. За словами Коні, восьмиконечна "сонячна зірка" символізує вісім історичних місць секеїв (Бардок-Міклошваршек, Чекшек, Гієршешек, Кезішек, Марошек, Орбайшек, Сепсішек та Удвархелішек).
Півмісяць і сонце вже в XVІ столітті вважалися символами секеїв. Насправді, в 1580 році вони з'явилися як складові герба Князівства Трансильванія, а Трансильванський сейм прийняв їх як офіційні символи секеїв в 1659 році. Згодом півмісяць і сонце почали з'являтися на прапорах та гербах поселень секеїв.
Експерти критикували, що сонце, представлене на гербі і прапорі секеїв, не відповідає геральдичним правилам, не є геральдичним сонцем, а насправді навіть не зіркою, а скоріше нагадує візерунки тканини секеїв.

## Історія

Прапор, заснований на гербі секеїв XV століття

Одним із перших символів секеїв є герб XV століття, що має руку в обладунках, що тримає меч на червоному тлі; меч пронизує золоту корону, серце та голову ведмедя, причому по обидва боки від останнього є зростаючий місяць та шестикутна зірка. Це, можливо, вплинуло на інші військові прапори секеїв того часу, популяризуючи також ці кольори та символи.
Однак, нібито, сучасний герб із сонцем та півмісяцем був переданий секеям імператором Священної Римської імперії Сигізмундом у 1437 році як винагорода за їх відданість та військову звитягу.

Символ Трансильванської партії, яка діяла в Угорській Північній Трансильванії під час Другої світової війни

У розпал Другої світової війни, після повторного поділу регіону, Північна Трансильванія була ненадовго повернута Угорщині. На всіх приєднаних територіях було встановлено новий набір пам’ятників із зображенням орла разом із середнім гербом Угорщини. У цей проміжок часу Бела Телекі та інші місцеві інтелектуали створили регіоналістську і корпоративістську групу під назвою Трансильванська партія; він не використовував регіональний прапор та герб, але як логотип мав зображення Святого Ладислава.
У 2003 році була створена Національна рада секеїв. Вона прийняла герб і прапор секеїв Коні на основі старих гербів секеїв як свої власні символи.
Оскільки ця рада є головним захисником руху за автономію секеїв, незабаром ці символи стали вираженнями згуртованості, співпраці та самоідентичності секеїв. Поки популярність герба почала поступово зростати, преса та люди стали називати його "гербом секеїв". 5 вересня 2009 року організація секеїв оголосила символами герб і прапор Секейської землі.